# Gennes-Longuefuye
Gennes-Longuefuye ist eine französische Gemeinde mit 1.351 Einwohnern (Stand: 1. Januar 2022) im Département Mayenne in der Region Pays de la Loire. Sie gehört zum Arrondissement Château-Gontier und zum Kanton Château-Gontier-sur-Mayenne-1.
Sie entstand als Commune nouvelle mit Wirkung vom 1. Januar 2019 durch die Zusammenlegung der bisherigen Gemeinden Gennes-sur-Glaize und Longuefuye, die in der neuen Gemeinde den Status einer Commune déléguée haben. Der Verwaltungssitz befindet sich im Ort Gennes-sur-Glaize.

## Gliederung
| Ortsteil                            | ehemaliger INSEE-Code | Fläche (km²) | Einwohnerzahl zum 1. Januar 2022 |
| ----------------------------------- | --------------------- | ------------ | -------------------------------- |
| Gennes-sur-Glaize (Verwaltungssitz) | 53104                 | 25,97        | 1.016                            |
| Longuefuye                          | 53138                 | 14,32        | .0335                            |

## Geographie
Die Gemeinde liegt rund 26 Kilometer südöstlich von Laval.
Nachbargemeinden sind Fromentières im Nordwesten, Ruillé-Froid-Fonds und Saint-Charles-la-Forêt im Norden, Grez-en-Bouère im Osten, Bierné-les-Villages im Südosten, Châtelain im Süden und Château-Gontier-sur-Mayenne im Westen.